# Обская жизнь
Обская жизнь — газета, издававшаяся в 1909—1912 годы в Новониколавске в типографии Н. П. Литвинова.

## История
Газета создана в 1909 году в пос. Ново-Николаевске (ныне — город Новосибирск).
В 1911—1912 годах газету редактировал профессиональный революционер Андрей Новицкий, который пригласил на работу в издание ссыльных и членов новониколаевской группы РСДРП: П. А. Коваленко, Е. А. Преображенского, Б. М Бахметьего с его свояченицей А. Ф. Ильиной, А. Музыкина, социал-демократа М. К. Евграфова. У редакции через Преображенского была связь с ЦК РСДРП.
С изданием сотрудничали известные члены социал-демократической партии России. «Обская жизнь» опубликовала две статьи В. И. Ленина, о сотрудничестве с ним велись переговоры.
Ночью 6 августа 1912 года некоторые работники газеты были арестованы, полиция узнала о причастности к революционному подполью Новицкого, и в газете начались обыски, сам Новицкий был сослан в Нарымский край на два года. В ноябре 1912 года «Обская жизнь» была закрыта.

## Опубликованные произведения
- В. М. Бахметьев — «Лихолетье» (1910 или 1911)[3]